# Cosa Nostra Americana
Cosa Nostra Americana ou La Cosa Nostra é como chamam os estadunidenses na atualidade à máfia italiana dos Estados Unidos. É uma das organizações criminosas mais conhecidas da atualidade, tendo já sido a mais poderosa em todo o país.
A máfia nos Estados Unidos emergiu dos empobrecidos bairros e guetos italianos em Nova Iorque, especialmente no East Harlem, Lower East Side e Brooklyn. Ela também surgiu em várias outras grandes cidades, regiões metropolitanas e subúrbios na Costa Leste dos Estados Unidos (como Nova Orleães e Chicago) durante o final do século XIX e no começo do século XX, após várias ondas imigratórias para a América, vindos especialmente da Sicília e outras regiões do sul da Itália.
Tem suas raízes na Máfia Siciliana, mas, uma vez nos Estados Unidos, se separou em várias organizações. Várias grupos criminosos italianos da Campânia e Calábria, uma vez estabelecidos em solo americano, junto com outros grupos criminosos italianos, eventualmente se fundiram à Máfia Siciliana para criar a versão atual da máfia ítalo-americana. Hoje em dia, a máfia americana possui vários laços com organizações criminosas italianas, como a Camorra de Nápoles e a 'Ndrangheta da Calábria. A estrutura da máfia nos Estados Unidos se deu, assim como na Itália, em forma de "família". Apesar do nome, o grupo não é mantido por laços familiares, com um líder não mantendo laços sanguíneos com outros.
No auge do seu poder, em meados do século XX, as principais famílias mafiosas americanas dominavam 26 cidades americanas, com vários associados em diversas outras localidades. Foi na cidade de Nova Iorque que a máfia prosperou mais e se tornou "famosa" na cultura pop moderna. O controle do crime organizado nova-iorquino estava nas mãos das chamadas "Cinco Famílias": os Gambino, os Lucchese, os Genovese, os Bonanno e os Colombo. No seu auge, a Máfia dominava praticamente todo o crime organizado nos Estados Unidos. Cada uma das famílias mafiosas (exceto as Cinco grandes) tinham seus próprios territórios e operavam de forma independente, enquanto a coordenação nacional ficava nas mãos da chamada "Comissão", que era formada pelos líderes das mais poderosas famílias criminosas.
No século XXI, a máfia americana, apesar de bem enfraquecida, ainda mantém força na Região Nordeste dos Estados Unidos, especialmente em Nova Iorque, Filadélfia, Nova Jérsei e na Nova Inglaterra, em áreas como Boston, Providence e Worcester; também possuem negócios em Chicago e em boa parte do Centro-Oeste americano, em cidades como Detroit e Cleveland, além da Flórida e Las Vegas, com famílias menores, associados e integrantes espalhados também por todo o país. De acordo com o FBI, atualmente há mais de 3 000 "homens feitos" e associados por todos os Estados Unidos, lidando com extorsões, contrabando, fraude, racketeering, formação de quadrilha, corrupção, roubos, subornos, lavagem de dinheiro, apostas ilegais, prostituição, pornografia, assassinatos e tráfico de drogas.

## História

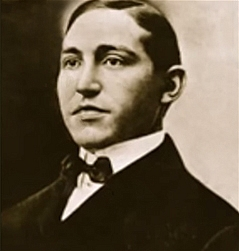
Paolo Antonio Vaccarelli (conhecido como Paul Kelly)

A primeira organização a assumir os traços da máfia original nos EUA foi a Família Morello, fundada pelo imigrante  corleonês Giuseppe Morello, que já era iniciado em uma das coscas da máfia siciliana. Apesar disso, gangues ítalo-americanas menos sofisticadas já estavam presentes no país anteriormente, como no caso da gangue de Charles Matranga em Nova Orleans. Posteriormente, haviam outras duas "borgatas" estabelecidas e independentes dos Morellos em NY: uma comandada por Nicolo Schiro no Brooklyn, e outra por Salvatore D'Aquila, que na realidade era uma antiga ramificação dos Morellos antes do encarceramento do líder.
A consolidação da máfia americana como o fenômeno poderoso que se tornou, teve início com a introdução da "Lei Seca", ou "Proibição", em 1920. A criminalização de um produto de altíssima demanda criou uma nova e gigantesca oportunidade para os grupos mafiosos, que aumentaram exponencialmente seus lucros, entrando em outro patamar de enriquecimento. A ascensão ao poder de Benito Mussolini na Itália por sua vez, e sua feroz perseguição a Cosa Nostra e outros grupos criminosos, provocou a fuga maciça de mafiosos novatos e experientes para os Estados Unidos, como era o caso de Joe Bonanno e seu mentor Salvatore Maranzano.
Nos anos de 1920, a antiga gangue de Morello havia sido fundida com a organização do também siciliano Giuseppe "Joe The Boss" Masseria, após anos de sucessivas perdas na guerra contra a Camorra, e posteriormente contra Salvatore D'Aquila.  No início dos anos de 1930, o reinado de Masseria finalmente sofreu oposição em virtude as taxas abusivas que este cobrava de outras gangues que o reconheciam como "Capo di Tutti Capi". Insatisfeitos, mafiosos da área de Nova Iorque buscaram apoio em Salvatore Maranzano. A colisão entre as duas facções resultou num sangrento conflito conhecido como "Guerra Castellammarese", que moldaria para sempre a máfia no país, dando traços definitivos a sua forma moderna.
O conflito teve fim após oito meses de luta sangrenta e infrutífera que arruinou os lucros de ambos os lados. Liderados por Lucky Luciano, um grupo de dissidentes da facção de Masseria entrou em acordo com Maranzano. Sob o contexto de planejar a próxima tentativa de assassinar Maranzano, Luciano marcou uma reunião com Masseria em 15 de abril de 1931. Antes da sobremesa, Lucky levantou-se para ir ao banheiro. Nesse momento, os guardas que acompanhavam Masseria deixaram o estabelecimento e em troca, quatro atiradores entraram no salão executando Joe The Boss com inúmeros disparos.
Com a morte do rival, Salvatore Maranzano organizou as antigas gangues da máfia em Nova Iorque em Cinco Famílias. Lucky Luciano foi recompensado com a chefia da maior delas, da qual Masseria comandava. Entretanto, Maranzano tinha planos ainda mais ambiciosos para ele mesmo, e numa reunião com os chefes de várias organizações de todo o país se auto proclamou Capo di Tutti Capi em Nova Iorque, e portanto de todo o país dada a proeminência das gangues da cidade. Algumas das resoluções do novo chefe foram aceitas e consolidadas, entretanto a exigência de obediência absoluta de outras famílias, incluindo de outras cidades, não foi bem recebida.
Através das informações de Tommy Luchese, Luciano descobriu que Maranzano planejava eliminá-lo tendo passado o contrato ao gangster irlandês Vincent "Mad Dog" Coll. Em 10 de Setembro, Maranzano convocou Luciano, Vito Genovese e Frank Costello para uma reunião em seu escritório. Convencido de que se tratava de uma emboscada, Luciano e seus comparsas decidiram agir. 
Em 10 de setembro de 1931, Maranzano esperava a visita de agentes da receita, e portanto havia ordenado que seus guardas no escritório estivessem desarmados. Com a ajuda de seu associado e amigo, Meyer Lansky, Luciano recrutou atiradores judeus que seriam disfarçados de agentes do governo, evitando qualquer suspeita. Os assassinos entraram no escritório, renderam os guardas de Maranzano, enquanto uma parte da equipe entrou na sua sala e o executou com tiros e facadas.
A morte de Maranzano marcou o fim do domínio dos antigos chefes nascidos e iniciados na máfia do velho mundo, conhecidos pela nova geração de Luciano como "Mustache Petes". Com a vitória, Luciano abdicou de qualquer pretensão de se auto nomear "chefe dos chefes" organizando ao invés disso um sindicato nacional do crime, conhecido pelo nome de "A Comissão" que englobaria as principais famílias do país, incluindo a gangue de Al Capone de Chicago e a família de Buffalo comandada por Stefano Maggadino. A formação da Comissão tinha por objetivo estabelecer diretrizes para todas as famílias da Cosa Nostra no país, além de evitar futuros conflitos, resolvendo problemas quando possível através de negociações.
A nova ordem da máfia estabelecida por Luciano e seus pares marcou o início do apogeu da Cosa Nostra nos EUA. Com a queda da Proibição, as mais organizadas e coesas famílias mafiosas - melhor preparadas para explorar outras atividades, sem o contrabando de bebidas - consolidaram sua supremacia sepultando o antigo poder das gangues irlandesas e judaicas. Para esses grupos, foi relegado cada vez mais papeis secundários no submundo como equipes complementares de capangas ou parceiros comerciais minoritários dos italianos.
O período dourado da máfia americana durou por mais de 40 anos até que o estatuto de "Conspiração Criminosa e Organizações Corruptas" (Racketeer Influenced an Corrupt Organizations Act, "RICO") foi promulgado em 1970. Associado a crescente expansão do tráfico de entorpecentes como atividade mais lucrativa das organizações criminosas, as novas leis e penas de prisão muito mais rigorosas foram um golpe fatal contra a Cosa Nostra Americana. Casos de informantes e delações de membros indiciados nas famílias se tornaram comuns; períodos de violência voltaram ao cotidiano das famílias, como no assassinato de Paul Castellano por John Gotti e Sammy "The Bull" Gravano, e a segunda e terceira guerra dos Colombos. Desses reveses a máfia americana não se recuperou, tendo entrado em declínio contínuo dos anos 80 em diante. 
Segundo o ex-agente infiltrado do FBI Joe Pistone (o Donnie Brasco), o poder da Máfia Americana foi reduzido a uma relevância não maior que qualquer outro grupo criminoso organizado no país. Entretanto, segundo o autor Selwyn Raab, os ataques terroristas de 11 de Setembro teriam dado as Cincos Famílias de NY, e outras pelo país, uma importante trégua para se recuperarem dos sucessivos golpes do governo. O foco das agências de inteligência, do FBI e das forças de segurança passou a ser a ameaça terrorista, muito mais perigosa e iminente que a já combalida Cosa Nostra Americana.
O estreitamento das relações entre a Máfia Americana e a sua matriz do velho continente, estaria sendo usado como forma das famílias mafiosas nos EUA completarem seus quadros envelhecidos e desgastados com uma nova leva de mafiosos da Cosa Nostra original.

## Unione Sicilianae Mão Negra
A Cosa Nostra utilizou uma organização beneficente para se estabelecer, a Unione Siciliana, que auxiliava os imigrantes de origem siciliana que chegavam sem lugar para morar ou dinheiro para comida e com muitos filhos para alimentar. Tal organização logo caiu nas mãos dos mafiosos para a utilizarem como fachada para recrutar novos membros, fazerem agiotagem a juros exorbitantes aos recém-chegados e receberem doações da sociedade civil. A fachada era tão bem feita que logo a Cosa Nostra nos EUA foi sendo chamada entre os seus de Unione Siciliana, principalmente em Chicago, onde houve uma disputa entre os sicilianos (liderados por Joseph Aiello) e os napolitanos (comandados por Al Capone) pelo seu domínio.
Nos redutos e guetos italianos, gangues de chantagistas implementavam o sistema de extorsão conhecido como "Mão Negra", em virtude do símbolo em tinta preta enviado nas cartas de ameaças. Apesar desse sistema eventualmente ser praticado também por grupos mafiosos, isto é aqueles ligados a Cosa Nostra, nem todos os criminosos da "Mão Negra" (ou Mano Nera em italiano) eram parte ou tinham ligação com a máfia.

## Lei Seca
Um dos principais motivos que tornou a máfia italiana algo tão poderoso nos EUA nas primeiras décadas do século XX foi a chamada Lei Seca (Volstead Act), entre 1922 e 1933. A proibição de fabricação e venda de bebidas alcoólicas foi vista pelos gangsters (não só italianos) como uma grande oportunidade lucrativa, pois o povo estadunidense não havia ficado nada contente com a nova lei e comprariam bebidas alcoólicas de qualquer forma não importando a procedência. Então, surgiram milhares de pequenas fábricas clandestinas por todo o país, assim como bares.
A polícia nada fez para impedir, já que era impossível conter a enorme demanda, e aproveitava para receber subornos para a "taxa de permissão" de álcool. Também surgiram várias rotas clandestinas de importação de bebidas estrangeiras, principalmente do Canadá.
Tal época foi chamada de "Era de Ouro" para o crime organizado americano. E quando a Lei Seca foi revogada, os criminosos mais inteligentes, como Charles "Lucky" Luciano, legalizaram suas fábricas clandestinas, continuando num negócio ainda lucrativo como a bebida.

## Membros
Os principais chefões até 1930 foram Giuseppe "Joe the Boss" Masseria, que lutou pelo título de "Capo di tutti Capi" contra Salvatore Maranzano, ambos sediados em Nova Iorque.
Gaetano "Tom" Reina, Gaetano "Tommy Three-Fingers Brown" Lucchese, Gaetano "Tom" Gagliano, Giuseppe "Joe" Profaci, Giuseppe "Joe Bananas" Bonanno (americanizado Joseph e mais conhecido como Joe Bonanno), Vito Genovese (oriundo de Nápoles), Frank Costello (nascido Francesco Castiglia, calabrês), Vincenzo e Filippo Mangano (irmãos, americanizados Vincent e Phillip), Umberto Anastasio (mais conhecido como Albert "Mad Hatter" Anastasia), Carlo Gambino, Charles "Lucky" Luciano (nascido Salvatore Lucania), e Alphonse "Scarface Al" Capone, são alguns nomes que fizeram movimentar a Máfia nessa época.
Foi Charles "Lucky" Luciano quem organizou as bases da organização. Teve a ideia da formação da Comissão e também a abertura nas fileiras da Cosa Nostra não só para sicilianos mas também para qualquer italiano ou ítalo-americano (filho de italianos mas nascido nos EUA), já que seus principais auxiliares eram um napolitano (Vito Genovese) e um calabrês (Frank Costello), além de um poderoso judeu russo da época, Mayer Schwoljansky, mais conhecido como Meyer Lansky, e Benjamin "Bugsy" Siegel, mas que não foram aceitos por total oposição dos outros gangsters italianos.

## Estrutura
A Cosa Nostra americana ficou organizada como a sua matriz siciliana em relação à sua estrutura interna e formal dos grupos.
A pirâmide hierárquica inicia-se com os "soldati" (soldados), homens protegidos pela Família e que devem total devoção aos seus superiores, nunca podendo contestar uma ordem dada; nas ruas, são amplamente respeitados pela comunidade e pelos criminosos (são quase "intocáveis"), e apenas podem ser mortos com uma ordem do próprio chefão.
Acima dos soldados estão seus chefes diretos, os "caporegimes", "capos" ou capitães, que chefiam um determinado número de soldados e um pequeno território sob influência da Família e eles têm como principal objetivo gerenciar negócios da organização ou criar novos negócios (nada impede que os soldados também gerenciem e formem novos negócios).
Acima dos capitães estão duas figuras auxiliares do chefão: o "sottocapo" (ou "subchefe") e o "consigliere" (ou "conselheiro"):
- O subchefe, ou segundo-em-comando, é o assistente direito do chefão, tendo como principal função chefiar no lugar do chefe quando este estiver impossibilitado (por fuga, prisão ou enfermidade) além de chefiar um determinado número de "caporegimes" (no caso de grandes Famílias, como a Gambino, que tinha vários membros e capitães, havia até dois subchefes para supervisionarem um determinado número de capitães), o cargo também lhe permitia chefiar alguns soldados diretamente (podendo ser a sua antiga equipe ou apenas homens de sua interia confiança).
- O "consigliere" era uma figura que, dependendo da Família, podia ser mais ou menos importante que o subchefe, ou de igual valor, cuja função era, obviamente, aconselhar o chefe nas decisões, resolver conflitos internos, dar notícias dos acontecimentos internos da organização para o chefe, e contabilizar todos os lucros e relatar ao chefe, o "consigliere" raramente tem soldados a seu dispor e nunca é mais de um.

Por fim, no topo está o chefão, o "capomandamento", o "capofamiglia" ou o "Don" da organização, considerado o todo-poderoso por todos os membros, o chefe só podia ser morto com autorização da Comissão.
O fundamento do poder da organização mafiosa vem da proteção a todos os seus membros ("mexeu um, mexeu com todos") e do repasse de lucros, desde o soldado, que repassa parte dos seus lucros de seus próprios negócios para o "capo", que por sua vez repassa uma porcentagem ao chefe. O chefe, então, fica com boa parte dos lucros e divide o restante para seu subchefe e para seu "consigliere". Isto mostra vantagem de ser um subchefe ou conselheiro, pois não necessitam "suar" para obter dinheiro.
Na modernidade, os membros chamam de "administração" a chefia da organização formada pelo Don, pelo Subchefe e pelo Consigliere, e às vezes por um "Capitão-Mor", isto é, um capitão que tem total confiança do chefe e executa suas ordens (não é um cargo oficial).
Em algumas Famílias, como a Bonanno de Nova York, o "consigliere" não é escolhido pelo Don mas pelos capitães para que ele os represente na "administração", fiscalizando as decisões do chefe, isto surgiu após uma crise interna dentro da Família Bonanno entre as décadas de 1950 e 1960 que deu origem a facções dissidentes.
Alguns termos dos mafiosos ítalo-americanos são uma mistura de tradição e modernidade:
- "button men" (homens de botão) era um termo que designava um mafioso, pois, de origem siciliana, aqueles que usavam roupas formais com botões era algum pertencente à alta classe da sociedade;
- "made man" (homem feito) é alguém que foi feito por si próprio, entrando na Cosa Nostra por mérito próprio, pois "fez seus ossos", este termo designa aquele que já matou em nome da organização, e geralmente é o primeiro requisito para "ser feito";
- "abrir os livros" é quando o chefe da Família decide iniciar novos membros;
- "iniciação" é o ritual de passagem, onde os mafiosos consideram que o bandido comum (apenas um civil criminoso) tornar-se um "homem honrado", "homem de respeito", alguém que está acima da sociedade e de suas leis;
- "associado" é quem os sicilianos chamam de "picciotto" (pequenino), alguém ligado de alguma forma à Família, mas que não pertence a ela, podendo ou ser um "aprendiz" (no caso de ítalo-americanos) ou um "conectado", um não-italiano (muitas vezes judeus) protegido por alguém da organização, fazendo serviços para ele ou com ele;
- "wiseguy" ("espertalhão"), é um dos mais recentes termos e refere-se a qualquer pessoa iniciada na Máfia.

## Descoberta e atualidade

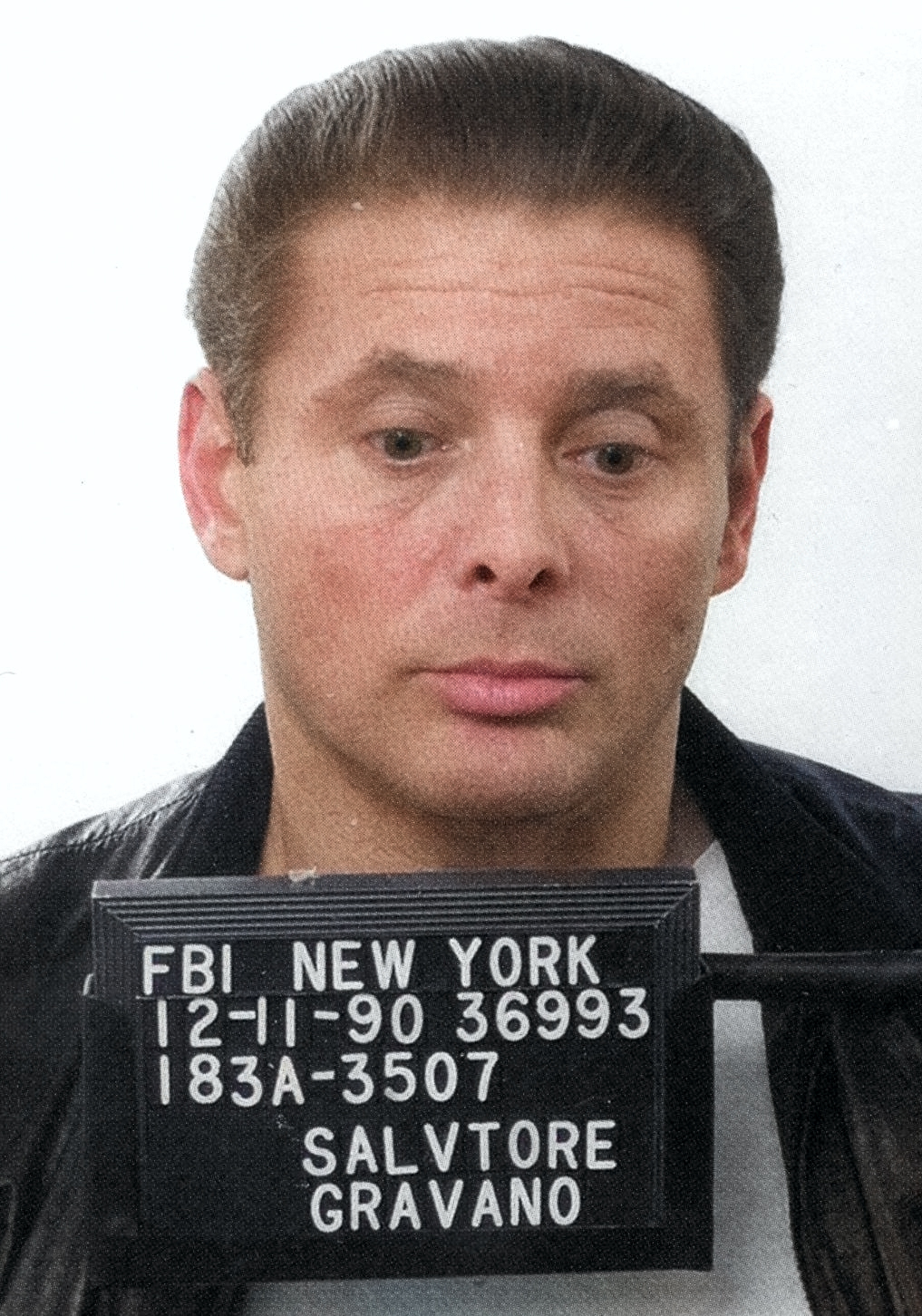
Salvatore Gravano

A Máfia italiana ficou conhecida pelo público em geral quando, na década de 1950, o governo estadunidense conseguiu o primeiro informante da história: Joseph Valachi, um "homem feito" da antiga Família Luciano (hoje Genovese), que revelou quem era quem no submundo mafioso ítalo-americano, desde os pequenos quadrilheiros até os poderosos Dons, sendo Vito Genovese, seu chefe, o principal alvo, este informador quebrou a Omertà (lei do silêncio, que veio junto com os mafiosos da Velha Terra) por estar jurado de morte por aqueles que antes obedecera.
Até meados da década de 1980, as principais famílias da Máfia (chamada atualmente pelos estadunidenses de La Cosa Nostra — LCN) eram as Cinco Famílias de Nova Iorque e Nova Jersey:
- Bonanno;
- Profaci-Colombo;
- Mangano-Anastasia-Gambino;
- Luciano-Genovese;
- Reina-Gagliano-Lucchese

Bem como famílias únicas que controlam as cidades de Chicago, Detroit, Nova Orleães, Cleveland, Milwaukee, Buffalo e Filadélfia, além da região da Nova Inglaterra e até na Flórida.
Atualmente, após várias prisões de mafiosos, ataques bem sucedidos do FBI (graças à Lei R.I.C.O.), muitos dos grupos da Máfia ou estão em queda ou extintos, tendo-se apenas a suspeita forte de que existem as cinco famílias de Nova Iorque e Nova Jérsei e as que controlam as cidades de Chicago e Filadélfia.